# Bonnefontaine (Jura)
Bonnefontaine és un municipi francès situat al departament del Jura i a la regió de Borgonya - Franc Comtat. L'any 2007 tenia 93 habitants.

## Demografia

### Població
El 2007 la població de fet de Bonnefontaine era de 93 persones. Hi havia 44 famílies de les quals 12 eren unipersonals (4 homes vivint sols i 8 dones vivint soles), 12 parelles sense fills, 12 parelles amb fills i 8 famílies monoparentals amb fills.
La població ha evolucionat segons el següent gràfic:
Habitants censats

### Habitatges
El 2007 hi havia 55 habitatges, 42 eren l'habitatge principal de la família, 10 eren segones residències i 2 estaven desocupats. 52 eren cases i 3 eren apartaments. Dels 42 habitatges principals, 35 estaven ocupats pels seus propietaris, 3 estaven llogats i ocupats pels llogaters i 4 estaven cedits a títol gratuït; 1 tenia una cambra, 2 en tenien dues, 4 en tenien tres, 9 en tenien quatre i 27 en tenien cinc o més. 41 habitatges disposaven pel capbaix d'una plaça de pàrquing. A 20 habitatges hi havia un automòbil i a 19 n'hi havia dos o més.

### Piràmide de població
La piràmide de població per edats i sexe el 2009 era:
| Homes | Edats   | Dones |
| ----- | ------- | ----- |
| 0     | 95 o +  | 0     |
| 0     | 90 a 94 | 0     |
| 0     | 85 a 89 | 0     |
| 0     | 80 a 84 | 0     |
| 0     | 75 a 79 | 4     |
| 8     | 70 a 74 | 8     |
| 8     | 65 a 69 | 8     |
| 4     | 60 a 64 | 4     |
| 0     | 55 a 59 | 0     |
| 8     | 50 a 54 | 4     |
| 4     | 45 a 49 | 0     |
| 0     | 40 a 44 | 4     |
| 0     | 35 a 39 | 0     |
| 4     | 30 a 34 | 0     |
| 0     | 25 a 29 | 4     |
| 0     | 20 a 24 | 8     |
| 0     | 15 a 19 | 4     |
| 4     | 10 a 14 | 4     |
| 4     | 5 a 9   | 0     |
| 4     | 0 a 4   | 0     |

## Economia
El 2007 la població en edat de treballar era de 50 persones, 40 eren actives i 10 eren inactives. De les 40 persones actives 36 estaven ocupades (20 homes i 16 dones) i 4 estaven aturades (1 home i 3 dones). De les 10 persones inactives 5 estaven jubilades, 1 estava estudiant i 4 estaven classificades com a «altres inactius».
Activitats econòmiques
Dels 3 establiments que hi havia el 2007, 1 era d'una empresa extractiva i 2 d'empreses de fabricació d'altres productes industrials.
L'any 2000 a Bonnefontaine hi havia 3 explotacions agrícoles.

## Poblacions més properes
El següent diagrama mostra les poblacions més properes.